# Yakub Memon
Yakub Memon (ur. 30 lipca 1962 w Mumbaju, zm. 30 lipca 2015 w Nagpurze) – indyjski terrorysta.

## Życiorys
Yakub Memon urodził się 30 lipca 1962 roku, a dorastał w dzielnicy Byculla, gdzie uczęszczał do szkoły Antonio D'Souza High School. Ukończył studia magisterskie w handlu w Burhani. W 1986 rozpoczął naukę w Institute of Chartered Accountants w Indiach i w 1990 roku ukończył studia jako biegły rewident. W 1993 roku wziął udział w zamachach bombowych w Bombaju. W sumie zginęło 257 osób, a ponad 1100 zostało rannych. Aresztowany w 1994 roku, a w 2007 roku skazany na karę śmierci przez powieszenie, którą wykonano 30 lipca 2015 roku.

## Ekranizacja
O zamachach terrorystycznych w Bombaju powstał film pt. Black Friday, który otrzymał nominację do nagrody Złotego Lamparta, a rolę Yakuba Memona zagrał Imtiaz Ali.